# کلایمکس (کانزاس)
کلایمکس (به انگلیسی: Climax) شهری در ایالت کانزاس کشور ایالات متحده آمریکا است که جمعیت آن در سرشماری سال ۲۰۱۰ میلادی، ۷۲ نفر بوده‌است.